# So Says I
So Says I è un singolo del gruppo indie rock statunitense The Shins, pubblicato nel 2003 ed estratto dall'album Chutes Too Narrow.
Il brano è stato scritto dal cantante del gruppo, James Mercer.

## Video musicale
Il video musicale è stato diretto e animato da Plates Animation Inc. Il video inizia con un pinguino "preistorico" che estrae un dente da un tricheco: il dente è simbolico in tutto il video, come metafora del materialismo. I pinguini nel corso del video sono poi divisi in ruoli comunisti e capitalisti. I pinguini "rossi" sono in rivolta. Minacciosamente, i leader dei pinguini "rossi" si stanno preparando a una guerra contro l'Occidente.
I pinguini "capitalisti", che indossano le cravatte, sono ignari del mondo al di fuori della loro vita. Un pinguino abbandonato, senza cravatta, chiede l'elemosina. Un pinguino mostra finalmente pietà e dà un dente di tricheco al pinguino senzatetto. Il video si chiude con una protesta, che si sviluppa come la protesta dei pinguini rossi. Entrambi i gruppi di manifestanti, tanto i sociali quanto i comunisti, vogliono ironicamente la stessa cosa, ed espongono cartelli con lo stesso messaggio: "Let us Fly" e "Free the Penguin".

## Tracce
1. So Says I – 2:47
2. Mild Child – 4:28
3. Gone for Good (Alternate Version) – 3:07